# Technomyrmex aberrans
Technomyrmex aberrans är en myrart som beskrevs av Santschi 1911. Technomyrmex aberrans ingår i släktet Technomyrmex och familjen myror. Inga underarter finns listade i Catalogue of Life.